# Х'юстонський симфонічний оркестр
Х'юстонський симфонічний оркестр (англ. Houston Symphony Orchestra) — один з найзначніших симфонічних оркестрів США базується в Х'юстоні.

## Історія
Перша спроба заснувати в Х'юстоні симфонічний оркестр відноситься до 1913 р. Перший напівпрофесійний склад музикантів (всього 35 виконавців) дав перший концерт 21 червня 1913 під керівництвом Жюльєна Поля блітца. Цей оркестр проіснував п'ять років і був розпущений.
Знову Х'юстонський симфонічний оркестр був утворений в 1930 р. Він поступово розвивався, його очолювали такі відомі диригенти, як Леопольд Стоковський, Джон Барбіроллі і Андре Превін, але тільки в 1971 р. оркестр перейшов на систему повної цілорічної зайнятості всіх музикантів. З 1966 р. основним майданчиком оркестру є концертний зал імені Джесса Джонса (затоплення підвалів якого в 2001 р. в результаті урагану Елісон завдало оркестру багатомільйонних збитків).

## Керівники
- Уріель Несполи (1931—1932)
- Френк Сен-Леже (1932—1935)
- Ернст Гофман (1936—1947)
- Єфрем Курц (1948—1954)
- Ференц Фрічаї (1954)
- Томас Бічем (1954)
- Леопольд Стоковський (1955—1961)
- Джон Барбироллі (1961—1967)
- Андре Превін (1967—1969)
- Лоуренс Фостер (1970—1979)
- Серджіу Коміссіона (1980—1988)
- Крістоф Ешенбах (1988—1999)
- Ганс Граф (з 2001 г.)